# Juvenal de Araújo
Juvenal Henriques de Araújo OC • ComIP • ComM (Funchal, 21 de Novembro de 1892 —  2 de Novembro de 1976) foi um político português.

## Biografia
Juvenal Henriques de Araújo nasceu a 21 de Novembro de 1892, no Funchal, na ilha da Madeira.
Filho de João Isidoro de Araújo Figueira e de Virgínia Gomes Henriques de Araújo, teve raízes familiares em Câmara de Lobos e foi irmão de Alberto de Araújo.
Licenciou-se em Direito pela Universidade de Coimbra em 1914.
Foi professor do ensino técnico, sindicalista, advogado, administrador bancário, proprietário agrícola e senador pelos católicos  durante era da Primeira República Portuguesa.
Juvenal de Araújo foi presidente da Associação Comercial do Funchal.
Durante o Estado Novo, foi deputado  na Assembleia Nacional nas suas 3 primeiras legislaturas, entre 1935 e 1945.
Colaborou na revista católica Lusitânia  (1914).

## Distinções
Juvenal de Araújo recebeu as seguintes condecorações: 
- Oficial da Ordem Militar de Cristo (21 de Outubro de 1924)[3]
- Comendador da Ordem do Mérito (14 de Novembro de 1950)[3]
- Comendador da Ordem da Instrução Pública (4 de Maio de 1963)[3]
- Comendador da Ordem de São Silvestre Papa da Santa Sé[carece de fontes?]